# 无斑梅花草
无斑梅花草（学名：Parnassia epunctulata）为卫矛科梅花草属下的一个种。

## 扩展阅读
- 維基物種上的相關：无斑梅花草